# Live and Dangerous
Live and Dangerous är en dubbel live-LP av Thin Lizzy utgiven den 2 juni 1978. Meningen var att man skulle släppa en liveskiva redan 1977 inspelad under tre dagar i november 1976 på Hammersmith Odeon i London, men eftersom Brian Robertson skadade sin hand strax efteråt och bandet turnerade i USA med Gary Moore i stället, så blev skivan uppskjuten. Då det tillkom ytterligare ett album "Bad Reputation" och en efterföljande turné som spelades in i Philadelphia och Toronto, valde man att vänta till 1978 med att färdigställa och ge ut skivan. Mixning, studiopålägg och efterarbete gjordes sedan i Paris under våren 1978. Det blev det sista albumet där gitarristen Brian Robertson som varit medlem i Thin Lizzy sedan 1974 medverkade. Han hade redan tidigare lämnat gruppen vid ett tillfälle, men kom tillbaka bara för att lämna igen. Han ersattes kort därefter av Gary Moore.
Albumet har varit föremål för en häftig debatt om exakt hur mycket studioinspelat material det egentligen innehåller. Albumproducenten Tony Visconti har hävdat att stora delar av albumet egentligen är inspelat i studio. Han har fått mothugg av både gruppens dåvarande manager Chris O'Donnell som menar att bara vissa misstag rättats till i efterhand, samt Brian Robertson som i en intervju 2015 tillbakavisade Viscontis ståndpunkt. Robertson hänvisade till att majoriteten av materialet helt enkelt inte skulle gå att mixa om eftersom ljud från olika medlemmars instrument kunde höras i flera mikrofoner. Men han medgav att små justeringar gjordes.
Albumet finns med i boken 1001 album du måste höra innan du dör av Robert Dimery.

## Låtlista
Samtliga låtar skrivna av Phil Lynott, om inte annat anges.
1. "Jailbreak" - 4:31
2. "Emerald" (Brian Downey/Scott Gorham/Lynott/Brian Robertson) - 4:18
3. "Southbound" - 3:44
4. "Rosalie/Cowgirl's Song" (Bob Seger/Downey/Lynott) - 4:00
5. "Dancing in the Moonlight (It's Caught Me in It's Spotlight)" - 3:50
6. "Massacre  (Downey/Gorham/Lynott) - 2:46
7. "Still in Love With You" - 7:40
8. "Johnny the Fox Meets Jimmy the Weed" (Downey/Gorham/Lynott) - 3:32
9. "Cowboy Song" (Downey/Lynott) - 4:40
10. "The Boys Are Back in Town" - 4:30
11. "Don't Believe a Word" - 2:05
12. "Warrior" (Gorham/Lynott) - 3:52
13. "Are You Ready" (Downey/Gorham/Lynott/Robertson) - 2:40
14. "Suicide" - 5:00
15. "Sha La La" (Downey/Lynott) - 4:18
16. "Baby Drives Me Crazy" (Downey/Gorham/Lynott/Robertson) - 6:36
17. "The Rocker" (Eric Bell/Downey/Lynott) - 3:58

## Medverkande
- Phil Lynott - bas, sång
- Brian Robertson - gitarr, kör
- Brian Downey - trummor
- Scott Gorham - gitarr, kör

### Övriga medverkande
- John Earle - saxofon
- Huey Lewis - munspel

## Listplaceringar
- Billboard 200, USA: #84[4]
- UK Albums Chart, Storbritannien: #2[5]
- Nya Zeeland: #17[6]
- Topplistan, Sverige: #27[7]